# エンゲレチン
エンゲレチン(Engeletin)は、フラバノノールのグルコシドである。ワインに含まれるフェノールの一つで、オオイナゴマメ属Hymenaea martianaの樹皮に含まれる。